# Jugureni, Prahova
Jugureni este satul de reședință al comunei cu același nume din județul Prahova, Muntenia, România.
Așezarea este atestată documentar din 1567.